# Tropidia septemnervis
Tropidia septemnervis är en orkidéart som först beskrevs av Johannes Conrad Schauer, och fick sitt nu gällande namn av Heinrich Gustav Reichenbach. Tropidia septemnervis ingår i släktet Tropidia och familjen orkidéer. Inga underarter finns listade i Catalogue of Life.